# Frederick McEvoy
Frederick Joseph „Freddie” McEvoy (ur. 12 lutego 1907 w St Kilda, zm. 7 listopada 1951 w Maroku Francuskim) – brytyjski kierowca wyścigowy i bobsleista, brązowy medalista igrzysk olimpijskich i wielokrotny medalista bobslejowych mistrzostw świata.

## Kariera
Frederick McEvoy był wszechstronnym sportowcem, uprawiając strzelectwo, wyścigi samochodowe, nurkowanie, boks i bobsleje. W 1936 roku wystartował na igrzyskach olimpijskich w Garmisch-Partenkirchen, gdzie reprezentacja Wielkiej Brytanii w składzie: Frederick McEvoy, James Cardno, Guy Dugdale i Charles Green wywalczyła brązowy medal w czwórkach, a w dwójkach McEvoy i Cardno zajęli 4. miejsce. W tym samym roku zajął też między innymi szóste miejsce w wyścigu Vanderbilt Cup. Rok później wystąpił na mistrzostwach świata w Sankt Moritz/Cortinie d’Ampezzo. W parze z Byranem Blackiem zdobył tam złoty medal w dwójkach, a razem z Blackiem, Davidem Lookerem i Charlesem Greenem zwyciężył także w czwórkach. Były to pierwsze złote medale mistrzostw świata dla Wielkiej Brytanii w tym sporcie. Kolejne dwa medale wywalczył podczas mistrzostw świata w Sankt Moritz/Ga-Pa w 1938 roku, zdobywając srebro w dwójkach i kolejne złoto w czwórkach. Ostatni sukces osiągnął w 1939 roku, kiedy osada brytyjska wywalczyła srebrny medal w czwórkach na mistrzostwach świata w Cortinie d’Ampezzo.
W 1951 roku wraz z żoną wyruszył w rejs z Tangeru na Bahamy na swoim szkunerze Kangaroo. Jednak u wybrzeży Maroka statek zatonął podczas sztormu, ciała pasażerów wyłowiono 7 listopada 1951 roku.